# Panchaetes dundoensis
Panchaetes dundoensis är en spindeldjursart som först beskrevs av Naudo 1963.  Panchaetes dundoensis ingår i släktet Panchaetes och familjen Opilioacaridae. Inga underarter finns listade i Catalogue of Life.